# Anisostena ariadne
Anisostena ariadne är en skalbaggsart som först beskrevs av Newman 1840.  Anisostena ariadne ingår i släktet Anisostena och familjen bladbaggar. Inga underarter finns listade i Catalogue of Life.